# The Wall
The Wall là album phòng thu thứ 11 của ban nhạc progressive rock người Anh, Pink Floyd. Được phát hành dưới dạng album-kép ngày 30 tháng 11 năm 1979, album chủ yếu mang những hiệu ứng nhà hát với nội dung theo bộ phim ca nhạc sau đó Pink Floyd – The Wall.
Cũng giống như những album trước của ban nhạc, The Wall tiếp tục là một album chủ đề đề cập tới những chủ đề về nỗi cô đơn và sự bỏ rơi xa lánh của xã hội. Ý tưởng thực hiện xuất hiện từ tour diễn In the Flesh Tour (1977) khi những thất vọng của tay bass Roger Waters từ thái độ thô lỗ của người hâm mộ đã trở nên rất nghiêm trọng tới mức anh muốn dựng nên một bức tường trên sân khấu ngăn cách ban nhạc với khán giả phía dưới. Sản phẩm rock opera lấy trọng tâm là nhân vật Pink – nhân vật mà Waters tự miêu tả chính mình – với ít nhiều hình ảnh của cựu thủ lĩnh của ban nhạc, Syd Barrett. Cuộc đời Pink bắt đầu với những câu chuyện về việc mất người cha từ Chiến tranh thế giới thứ hai, tiếp theo là những lời trêu chọc và lạm dụng học đường từ những người thầy giáo, một người mẹ bảo thủ và cuối cùng, là chuyện hôn nhân tan vỡ. Tất cả những câu chuyện trên đều liên hệ tới chủ đề xa lánh của xã hội – hình ảnh ẩn dụ trực tiếp của "bức tường".
The Wall tiếp cận phong cách dữ dội và mang tính sân khấu hơn tất cả những sản phẩm trước đó của Pink Floyd. Tay keyboard Richard Wright chia tay ban nhạc trong quãng thời gian thu âm album, song vẫn tham gia tới lúc hoàn thiện trong vai trò nghệ sĩ được trả tiền, và mặt khác cũng theo nhóm trong The Wall Tour sau đó. Album có được thành công vang dội về mặt thương mại, trở thành một trong những album bán chạy nhất thế giới năm 1980 và tính tới năm 1999 đã có bán được 11,5 triệu ấn bản (tương đương với 23 triệu đĩa) theo RIAA. Tạp chí Rolling Stone xếp The Wall ở vị trí số 83 trong danh sách "500 album vĩ đại nhất".

## Danh sách ca khúc
Tất cả các ca khúc được viết bởi Roger Waters, những sáng tác khác ghi chú bên.
| Mặt A | Mặt A                                 | Mặt A           | Mặt A      |
| STT   | Nhan đề                               | Hát chính       | Thời lượng |
| ----- | ------------------------------------- | --------------- | ---------- |
| 1.    | "In the Flesh?"                       | Waters          | 3:16       |
| 2.    | "The Thin Ice"                        | Gilmour, Waters | 2:27       |
| 3.    | "Another Brick in the Wall (Part I)"  | Waters          | 3:21       |
| 4.    | "The Happiest Days of Our Lives"      | Waters          | 1:46       |
| 5.    | "Another Brick in the Wall (Part II)" | Gilmour, Waters | 3:59       |
| 6.    | "Mother"                              | Waters, Gilmour | 5:32       |

| Mặt B | Mặt B                                  | Mặt B     | Mặt B      |
| STT   | Nhan đề                                | Hát chính | Thời lượng |
| ----- | -------------------------------------- | --------- | ---------- |
| 1.    | "Goodbye Blue Sky"                     | Gilmour   | 2:45       |
| 2.    | "Empty Spaces"                         | Waters    | 2:10       |
| 3.    | "Young Lust" (Gilmour, Waters)         | Gilmour   | 3:25       |
| 4.    | "One of My Turns"                      | Waters    | 3:41       |
| 5.    | "Don't Leave Me Now"                   | Waters    | 4:08       |
| 6.    | "Another Brick in the Wall (Part III)" | Waters    | 1:48       |
| 7.    | "Goodbye Cruel World"                  | Waters    | 0:48       |

| Mặt C | Mặt C                                | Mặt C           | Mặt C      |
| STT   | Nhan đề                              | Hát chính       | Thời lượng |
| ----- | ------------------------------------ | --------------- | ---------- |
| 1.    | "Hey You"                            | Gilmour, Waters | 4:40       |
| 2.    | "Is There Anybody Out There?"        | Waters          | 2:44       |
| 3.    | "Nobody Home"                        | Waters          | 3:26       |
| 4.    | "Vera"                               | Waters          | 1:35       |
| 5.    | "Bring the Boys Back Home"           | Waters          | 1:21       |
| 6.    | "Comfortably Numb" (Waters, Gilmour) | Waters, Gilmour | 6:23       |

| Mặt D | Mặt D                             | Mặt D           | Mặt D      |
| STT   | Nhan đề                           | Hát chính       | Thời lượng |
| ----- | --------------------------------- | --------------- | ---------- |
| 1.    | "The Show Must Go On"             | Gilmour         | 1:36       |
| 2.    | "In the Flesh"                    | Waters          | 4:15       |
| 3.    | "Run Like Hell" (Waters, Gilmour) | Waters          | 4:20       |
| 4.    | "Waiting for the Worms"           | Waters, Gilmour | 4:04       |
| 5.    | "Stop"                            | Waters          | 0:39       |
| 6.    | "The Trial" (Waters, Ezrin)       | Waters          | 5:13       |
| 7.    | "Outside the Wall"                | Waters          | 1:41       |